# How Ya Like Me Now
How Ya Like Me Now è il secondo album in studio del rapper statunitense Kool Moe Dee, pubblicato nel 1987.

## Tracce
1. How Ya Like Me Now – 5:37
2. Wild Wild West – 4:40
3. Way Way Back – 4:32
4. 50 Ways – 5:00
5. No Respect – 5:24
6. Don't Dance – 4:25
7. I'm A Player – 3:37
8. Suckers – 4:44
9. Stupid – 4:25
10. Rock You – 3:57
11. Get Paid – 3:19